# Cap Sandy

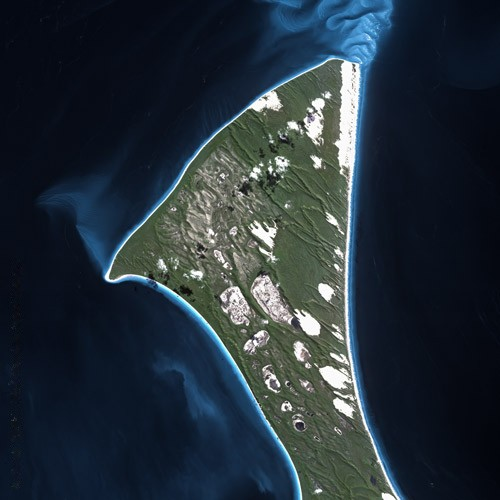
Vue du cap Sandy à l’extrémité nord de l'île Fraser

Le cap Sandy (Sandy Cape) – littéralement le cap sablonneux – est le point le plus au nord de l'île Fraser au large des côtes du Queensland, en Australie. Le lieu a été nommé par le capitaine James Cook lors de son voyage en 1770 le long de la côte orientale de l'Australie à bord de l’Endeavour. Au sud, les deux caps suivants sont Waddy Point et Indian Head qui doivent également leur nom à Cook.
La région est protégée par le Parc national Great Sandy. Un gigantesque banc de sable BreakSea Spit s'étend sur environ 30 km au nord du cap. Les tortues caouannes et vertes utilisent les plages pour venir y pondre leurs œufs. Il est interdit de circuler de nuit le long de la plage pendant la saison de ponte. La végétation du cap est rabougrie et balayée par le vent. Les premières dunes sont légèrement recouvertes de spinifex.
L'accès des véhicules est possible uniquement par la plage Est à marée basse. Le camping est permis dans la région qui est un endroit prisé des pêcheurs.

## Historique
Matthew Flinders, voyageant à bord de l’Endeavour, a débarqué au cap Sandy en 1802 et a noté ses paysages désolés. En août 1803, deux navires Cato et Porpoise ont coulé au large du cap par mauvais temps. Le Seabelle a fait naufrage en 1857 et le Chow Chang' en 1884 dans les eaux près du cap qui peuvent contenir des bancs de sable immergés. En raison du nombre de navires coulés dans les environs, un phare le Sandy Cape Light a été construit en 1870. Ce fut le premier bâtiment européen permanent sur l'île Fraser.
Le météorologiste Clement Lindley Wragge a mis en place un vaste réseau de stations météorologiques autour du Queensland, dont une au cap Sandy. Le cap est toujours utilisé comme site de référence pour les prévisions météorologiques.

## Galerie

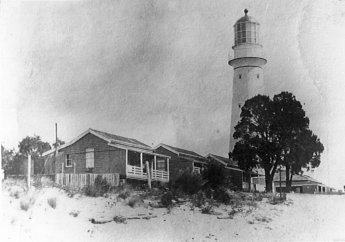
Le phare vers 1880
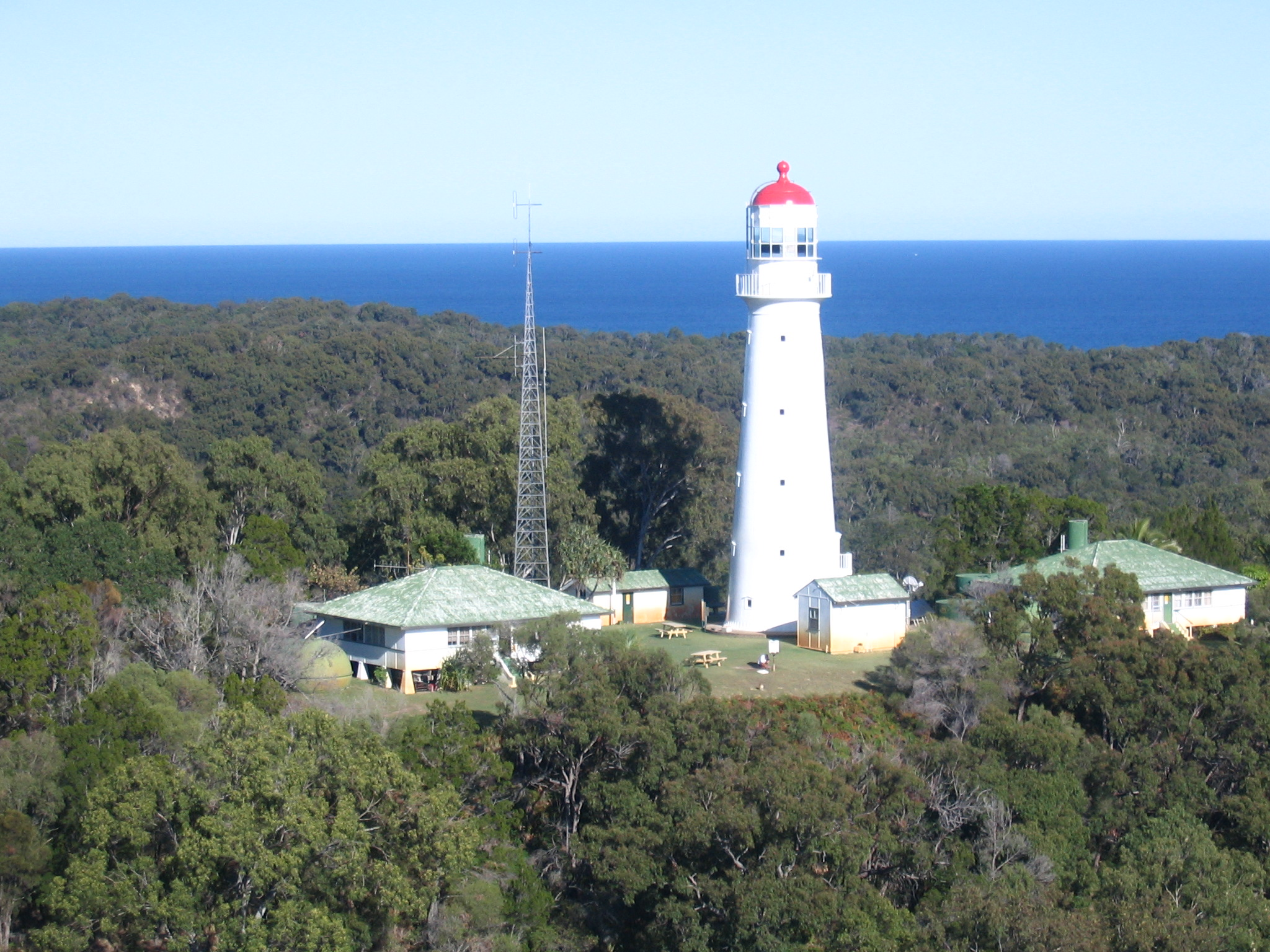
Le phare aujourd'hui